# Tarek El Said

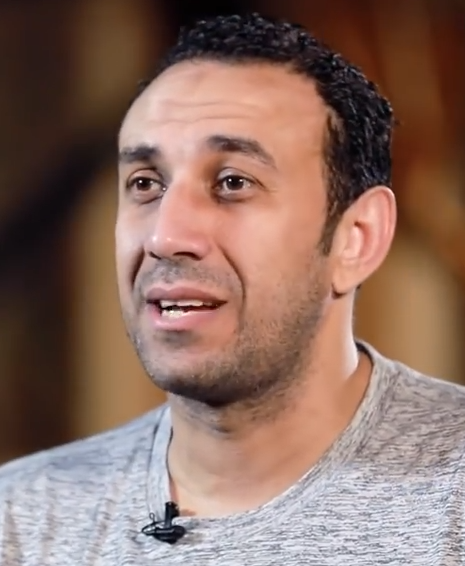
Tarek El Said

Tarek El Said (5 april 1978) is een Egyptisch voetballer.
El Said is een middenvelder die bij Zamalek begon te voetballen. In 1998 maakte de één meter 78 lange voetballer zijn debuut in het A-elftal van die club. In 2001 werd hij met die club kampioen van Egypte.
Dat jaar kocht RSC Anderlecht de speler over van Zamalek. De Egyptenaar voelde er zich niet echt thuis en trok al na één jaar, waarin hij 19 keer meespeelde, terug naar Zamalek. In 2003 en 2004 werd hij opnieuw Egyptisch landskampioen.
Tarek El Said is de eerste Egyptische speler die voor Anderlecht voetbalde. In 2001 wilde Anderlecht Ahmed Hossam, beter bekend als Mido, overkopen van AA Gent. Maar de aanvaller trok op het laatste moment naar Ajax ondanks een getekende overeenkomst met Paars-Wit.